# Salsoloideae
Salsoloideae, potporodica biljaka, dio porodice štirovki. Potporodica je opisana 1934. i u nju su uključena tri tribusa. 
Ime je došlo po rodu solnjača (Salsola), iz Euroazije, sjeverne Afrike i Australije

## Tribusi i rodovi
1. Subfamilia Salsoloideae Raf.
  1. Tribus Suaedeae Moq.
    1. Suaeda Scop. (96 spp.)
    2. Bienertia Bunge ex Boiss. (4 spp.)
    3. Sevada Moq. (1 sp.)
    4. Lagenantha Chiov. (2 spp.)

  2. Tribus Salsoleae Dumort.
    1. Sympegma Bunge (2 spp.)
    2. Kali Mill. (21 spp.)
    3. Traganum Delile (2 spp.)
    4. Traganopsis Maire & Wilczek (1 sp.)
    5. Xylosalsola Tzvelev (6 spp.)
    6. Turania Akhani & Roalson (4 spp.)
    7. Halothamnus Jaub. & Spach (19 spp.)
    8. Oreosalsola Akhani (10 spp.)
    9. Collinosalsola Akhani & Roalson (2 spp.)
    10. Rhaphidophyton Iljin (1 sp.)
    11. Noaea Moq. (4 spp.)
    12. Salsola L. (33 spp.)
    13. Canarosalsola Akhani & Roalson (1 sp.)
    14. Arthrophytum Schrenk (9 spp.)
    15. Haloxylon Bunge (16 spp.)
    16. Halogeton C. A. Mey. (6 spp.)
    17. Cyathobasis Aellen (1 sp.)
    18. Girgensohnia Fenzl (5 spp.)
    19. Horaninowia Fisch. & C. A. Mey. (6 spp.)
    20. Cornulaca Delile (7 spp.)
    21. Nucularia Batt. (1 sp.)
    22. Anabasis L. (30 spp.)

  3. Tribus Caroxyloneae Akhani & Roalson
    1. Caroxylon Thunb. (114 spp.)
    2. Nitrosalsola Tzvelev (23 spp.)
    3. Kaviria Akhani & Roalson (10 spp.)
    4. Nanophyton Less. (8 spp.)
    5. Halocharis Moq. (9 spp.)
    6. Petrosimonia Bunge (12 spp.)
    7. Ofaiston Raf. (1 sp.)
    8. Pyankovia Akhani & Roalson (3 spp.)
    9. Halimocnemis C. A. Mey. (28 spp.)
    10. Piptoptera Bunge (1 sp.)
    11. Halarchon Bunge (1 sp.)
    12. Climacoptera Botsch. (32 spp.)
    13. Physandra Botsch. (1 sp.)